# Liste der Biografien/Kosh
Liste der Biografien |
Portal Biografien |
Personensuche
# |
A |
B |
C |
D |
E |
F |
G |
H |
I |
J |
K |
L |
M |
N |
O |
P |
Q |
R |
S |
T |
U |
V |
W |
X |
Y |
Z |
?
 
Ka |
Kb |
Kc |
Kd |
Ke |
Kf |
Kg |
Kh |
Ki |
Kj |
Kl |
Km |
Kn |
Ko |
Kp |
Kr |
Ks |
Kt |
Ku |
Kv |
Kw |
Ky |
Kx |
Kz
 
Koa |
Kob |
Koc |
Kod |
Koe |
Kof |
Kog |
Koh |
Koi |
Koj |
Kok |
Kol |
Kom |
Kon |
Koo |
Kop |
Kor |
Kos |
Kot |
Kou |
Kov |
Kow |
Kox |
Koy |
Koz
 
Kosa |
Kosb |
Kosc |
Kose |
Kosg |
Kosh |
Kosi |
Kosj |
Kosk |
Kosl |
Kosm |
Kosn |
Koso |
Kosp |
Koss |
Kost |
Kosu |
Kosv |
Kosy |
Kosz
Die Liste der Biografien führt alle Personen auf, die in der deutschsprachigen Wikipedia einen Artikel haben. Dieses ist eine Teilliste mit 27 Einträgen von Personen, deren Namen mit den Buchstaben „Kosh“ beginnt.

## Kosh
- Kosh, John, britischer Grafikdesigner
- Kosh, Pamela (1930–2022), US-amerikanische Schauspielerin britischer Abstammung

### Koshe
- Koshetz, Nina (1892–1965), russisch-ukrainische, später amerikanische Opern- und Kammersängerin (lyrisch-dramatischer Sopran) und Schauspielerin

### Koshi
- Koshi, Kazuhiro (* 1964), japanischer Skeletonpilot
- Koshi, Naomi (* 1975), japanische Politikerin
- Koshiba, Fūka (* 1997), japanische Schauspielerin
- Koshiba, Joshua (* 1943), palauischer Politiker
- Koshiba, Masatoshi (1926–2020), japanischer Physiker
- Koshiba, Peoria (* 1979), palauische Sprinterin
- Koshida, Takeshi (* 1960), japanischer Fußballspieler und -trainer
- Koshiishi, Ayumi (* 2000), japanische Tennisspielerin
- Koshiishi, Azuma (* 1936), japanischer Politiker
- Koshikawa, Kazunori (* 1956), japanischer Hochspringer
- Koshimichi, Sōta (* 2004), japanischer Fußballspieler
- Koshimizu, Ami (* 1986), japanische Synchronsprecherin
- Koshimoto, Takashi (* 1971), japanischer Boxer
- Koshino, Hiroko (* 1937), japanische Modeschöpferin
- Koshino, Junko (* 1939), japanische Modedesignerin
- Koshino, Tadanori (* 1966), japanischer Judoka
- Koshino, Yurina (* 1988), japanische Tennisspielerin
- Koshiro, Yūzō (* 1967), japanischer Videospielkomponist

### Koshl
- Koshland, Daniel E. (1920–2007), amerikanischer Biochemiker

### Kosho
- Kōshō (506 v. Chr.–393 v. Chr.), 5. Tennō von Japan (475–393 v. Chr.)
- Koshofer, Gert (* 1936), deutscher Foto- und Filmhistoriker sowie Publizist im Bereich Fotografie und Kinofilm
- Koshofer, Nina, deutsche Regisseurin und Autorin

### Koshy
- Koshy, Liza (* 1996), amerikanische MedienpersönlichkeitLiza Koshy (* 1996)

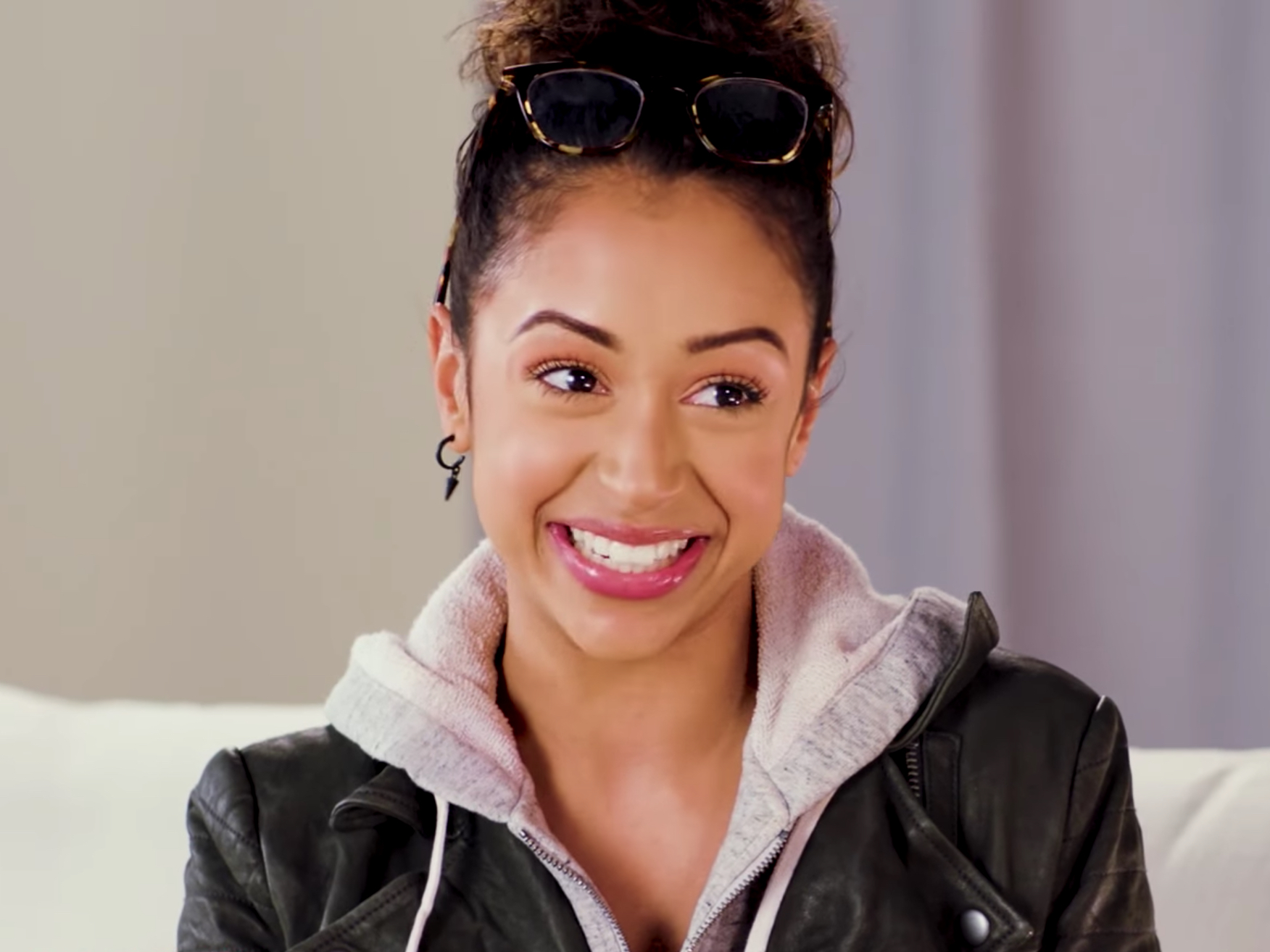
Liza Koshy (* 1996)

- Koshyari, Bhagat Singh (* 1942), indischer Politiker